# St. Stephanus (Oberlascheid)

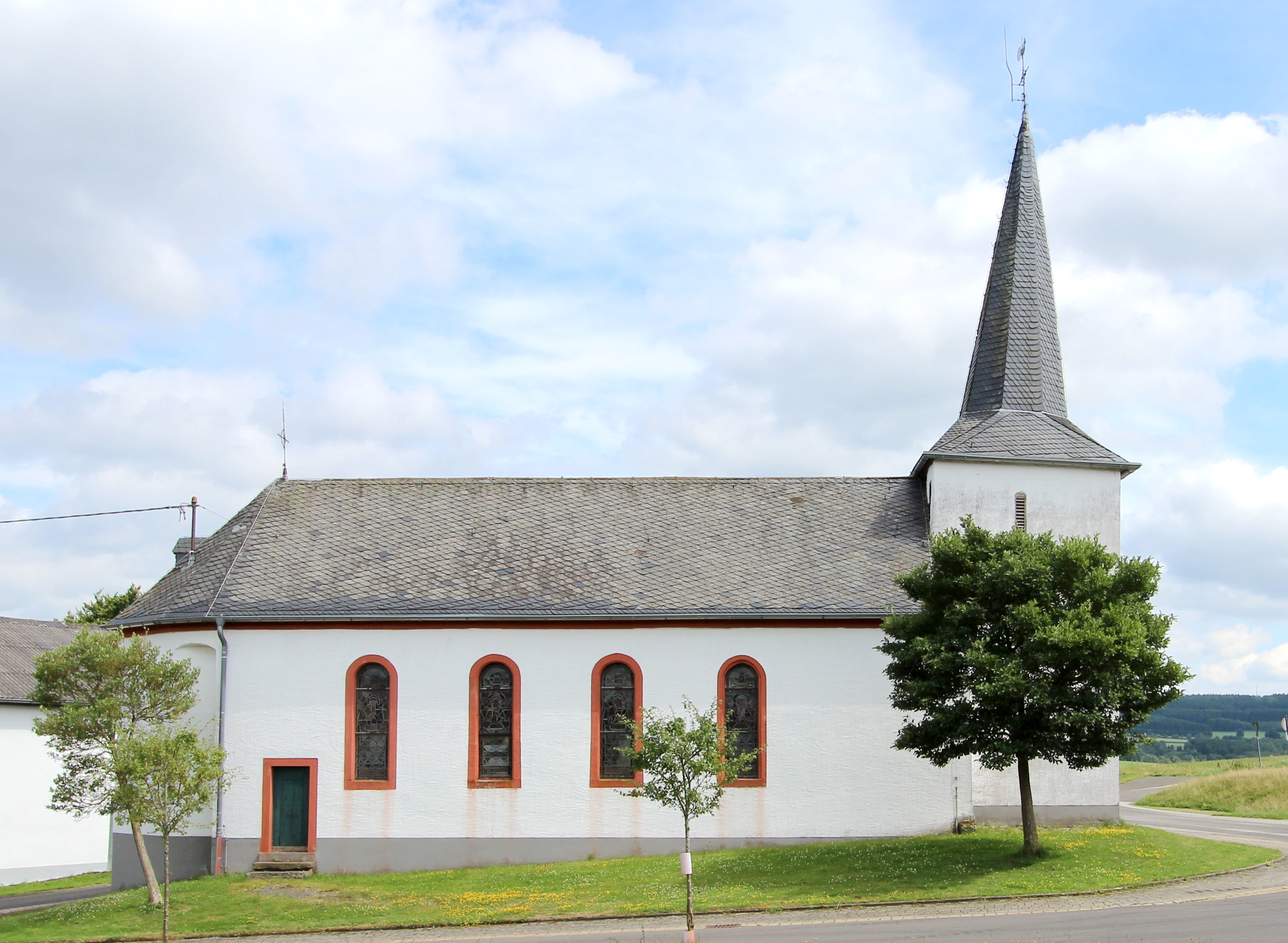
St. Stephanus (Oberlascheid)

Die Kapelle St. Stephanus ist eine römisch-katholische Filialkirche von Oberlascheid im Eifelkreis Bitburg-Prüm in Rheinland-Pfalz. Die Kirche gehört zur Pfarrei Bleialf in der Pfarreiengemeinschaft Bleialf im Dekanat St. Willibrord Westeifel im Bistum Trier.

## Geschichte
Die heutige Kirche wurde 1848 errichtet. Der Turm mit Pyramidenhelm gilt als älter. Das Schiff mit Chor misst 18 × 6 Meter. Es hat 2 × 4 dicht gereihte Rundbogenfenster. Die Kirche ist zu Ehren des heiligen Stephanus geweiht.

## Ausstattung

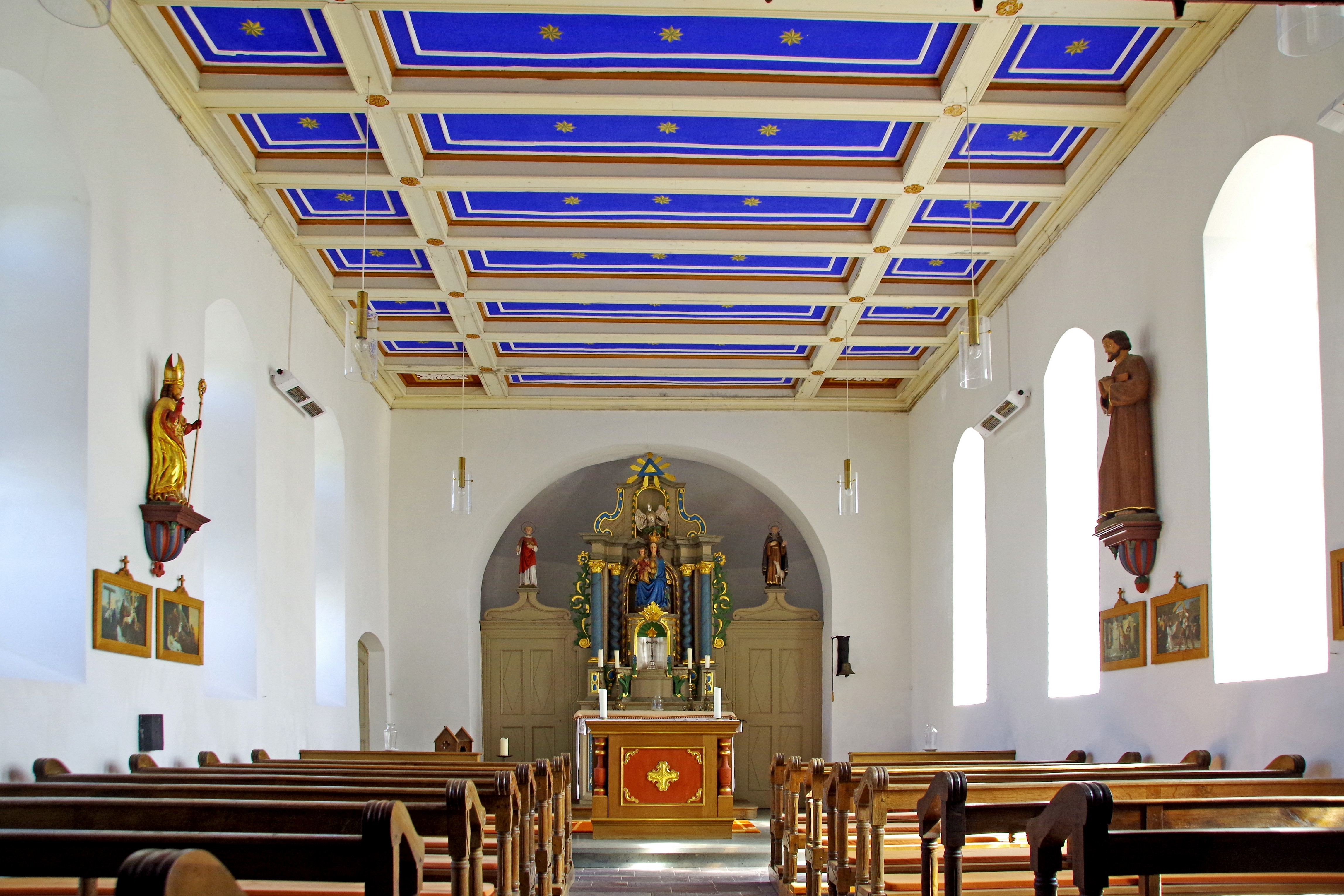
St. Stephanus (Oberlascheid)

Der Säulenaltar aus Holz mit seitlich anschließenden Holzwänden (18. Jahrhundert) zeigt die Figuren der Muttergottes mit Jesuskind, des Kirchenpatrons und des heiligen  Ägidius. Weitere Figuren sind im Kircheninneren der heilige Arnulfus und Josef von Nazareth. Bemerkenswert ist über dem Eingang eine Steinfigur mit dem Motiv des Gnadenstuhls, darüber ebenfalls in Stein der heilige Gangolf als ehemaliger Kapellenpatron.